# Schleicherbach (Brixentaler Ache)
Der Schleicherbach ist ein mehr als 5 km langer rechter Nebenfluss der Brixentaler Ache. Er befindet sich in Tirol, Österreich und durchfließt den Bezirk Kitzbühel.

## Namensherkunft
Die exakte Herkunft des Namens Schleicherbach ist nicht geklärt. Vermutlich rührt der Name von der schleichenden langsamen Fließbewegung über mehrere Flussabschnitte. Erst bei der Mündung in den Brixenbach bei Brixen verhält es sich reißerischer.

## Der Flussverlauf
Der Schleicherbach entspringt unterhalb des Rauhen Kopfes auf etwa 1300 m Seehöhe. Er durchströmt zunächst das Gemeindegebiet Kirchberg und fließt dann westwärts Richtung Brixen. Ab 5,3 km vereinigt er sich dann in der Gemeinde Brixen im Thale in den Ortsteilen Lauterbach und Winkl-Feuring mit dem Brixenbach, die sich damit zur Brixentaler Ache formiert.
Auf seinem Verlauf wird auch der Schleicherbach von mehreren Quellflüssen gespeist. Neben dem Bockernbach fließt auch der Winsch- und Grabnerbach in den Schleicherbach.

## Hochwasser
Der Schleicherbach ist zahmer Bach. Bei sintflutartigen Wolkenbrüchen und Gewittern kam es in der Geschichte des Öfteren vor, dass er über die Ufer trat. Vor allem die zu Brixen gehörenden Ortsteile Lauterbach und Winkl-Feuring waren davon immer wieder betroffen. Durch entsprechende Verbauungen und Aufschüttungen entlang des Baches wurden seine Hochwasser in den letzten Jahrzehnten zur Seltenheit.